# ダンフオン県
ダンフオン県（ダンフオンけん、ベトナム語：Huyện Đan Phượng / 縣丹鳳）は、ベトナム社会主義共和国の首都ハノイ市に存在する行政区。

## 行政
ダンフオン県は以下の行政単位に区分される。
- フン市鎮（Phùng / 馮）
- ダンフオン社（Đan Phượng / 丹鳳）
- ドンタップ社（Đồng Tháp / 同塔）
- ハモ社（Hạ Mỗ / 下姥）
- ホンハ社（Hồng Hà / 紅河）
- リエンハ社（Liên Hà / 連河）
- リエンホン社（Liên Hồng / 連鴻）
- リエンチュン社（Liên Trung / 連中）
- フオンディン社（Phương Đình / 鳳亭）
- ソンフオン社（Song Phượng / 雙鳳）
- タンホイ社（Tân Hội / 新會）
- タンタップ社（Tân Lập / 新立）
- トーアン社（Thọ An / 壽安）
- トースアン社（Thọ Xuân / 壽春）
- トゥオンモ社（Thượng Mỗ / 上姥）
- チュンチャウ社（Trung Châu / 中洲）